# A de Carlomagno
La A de Carlomagno es un relicario en forma de letra A que según se dice fue regalado por Carlomagno a la iglesia de Conques (Aveyron).
Se cuenta que el célebre emperador regaló a 24 abadías de Francia otros tantos relicarios en forma de las distintas letras del alfabeto. El de la letra A se halla en Conques y es un precioso ejemplar del arte carolingio. Figura una A sin travesaño en cuyo ángulo está el relicario de oro con piedras finas y esmaltes. Su base, restaurada durante la Edad Media, no tiene el valor del resto de la obra. El cronista Philippe Monskes, en 1270, la describió perfectamente.
Actualmente se discute la autenticidad de este relicario, deduciéndose de su construcción que ha de ser probablemente de época posterior al siglo XI.